# Dolmen de Can Planes
El Dolmen de Can Planes es troba al Parc de la Serralada Litoral, concretament a la Roca del Vallès (Vallès Oriental), declarat Bé cultural d'interès local.

## Descripció
És un cista rectangular del Calcolític, d'1 x 1,20 x 0,70 metres. Conserva quatre lloses verticals i la de coberta. Tres de les verticals estan perfectament plantades i la quarta està tombada, a tocar del dolmen i a la banda N. La llosa de coberta és atípicament gran i pesant, difícil de desplaçar si es volia reutilitzar. Això fa pensar que podria tractar-se d'una cambra pirinenca, en les quals l'accés es fa per una petita porta elevada o una finestra. No hi ha restes del túmul, però s'hi aprecia una dispersió de pedres al voltant que en podrien haver format part.
Les primeres referències sobre un dolmen a prop de la Roca del Vallès són del 1913, a l'Anuari de l'Institut d'Estudis Catalans. El 1919, Pere Bosch Gimpera cita a la seua Prehistòria catalana un dolmen en aquesta zona: el Dolmen de Can Solà. El 1944, Josep Estrada concloïa que tot plegat es tractava del mateix dolmen que avui dia coneixem com a Dolmen de Can Planes. Hi treballà els anys següents, amb resultats minsos quant a troballes: escassament dos fragments de ceràmica feta a mà. Al bosc, entre el dolmen i la masia de Can Planes, s'han trobat fragments de ceràmica grollera de tradició iberoromana.